# Nico Freriks
Nico Petrus Johannes Freriks (ur. 22 grudnia 1981 roku w Horst) – holenderski siatkarz, grający na pozycji rozgrywającego, reprezentant kraju.
Uczestniczył w Igrzyskach Olimpijskich rozgrywanych w Atenach w 2004 roku, gdzie z holenderskim zespołem zajął 9. miejsce. Poza holenderskimi klubami grał w Belgii i Austrii. W sezonie 2008/2009 był zawodnikiem polskiego zespołu, Jastrzębskiego Węgla.

## Rodzina
Jego rodzice również byli siatkarzami i reprezentowali swój kraj w kategorii juniorskiej. Siostra gra w lidze holenderskiej reprezentantka Holandii i jest rozgrywającą swojego zespołu

## Kariera
Piłkę siatkową zaczął trenować w 1993 roku w rodzinnej miejscowości, Horst. Jego pierwszym klubem był Hovoc Horst, w którym grał przez pięć lat. Profesjonalną karierę rozpoczął w Falopa Weert. Potem był graczem Talent Team/SSS Barnevelo. Następnie wyjechał do Belgii, gdzie występował w Noliko Maaseik. W 2002 roku z tym zespołem wywalczył mistrzostwo, puchar i superpuchar kraju. Jego kolejnymi klubami były: Omniworld Almere (Holandia) i Hypo Tirol Volleyballteam (Austria). W latach 2006-2008 reprezentował barwy belgijskiej drużyny, Knack Randstad Roeselare. W sezonie 2008/2009 był zawodnikiem polskiej drużyny, Jastrzębskiego Węgla, uczestniczącej w PlusLidze. W 2014 roku dołączył do irańskiego klubu Kalleh Mazandaran VC.

## Przebieg kariery
| Lata                                 | Klub                         |
| ------------------------------------ | ---------------------------- |
| 1993–1998                            | Hovoc Horst                  |
| 1998–1999                            | Falopa Weert                 |
| 1999–2001                            | Talent Team/SSS Barnevelo    |
| 2001–2003                            | Noliko Maaseik               |
| 2003–2005                            | Omniworld Almere             |
| 2005–2006                            | Hypo Tirol Innsbruck         |
| 2006–2008                            | Knack Randstad Roeselare     |
| 2008–2009                            | Jastrzębski Węgiel           |
| 2009–2010                            | VC Nesselande                |
| 2010–2011                            | CV Almería                   |
| 2011–2012 (do 01.2012)               | Knack Roeselare              |
| 2012–2013 (od 19.10.2012)            | Moerser SC                   |
| 2013 (od 10.10.2013) (do 04.11.2013) | Bre Banca Lannutti Cuneo     |
| 2013–2014 (od 12.2013) (do 01.2014)  | Beauvais Oise UC             |
| 2014 (od 02.01.2014)                 | Kalleh Mazandaran VC         |
| 2014–2015                            | Pajkan Teheran               |
| 2015–2019                            | Kalleh Mazandaran VC         |
| 2021–                                | Numidia TopVolleybal Limburg |

## Sukcesy klubowe
Superpuchar Belgii:
- 2001, 2002, 2007

Puchar Belgii:
- 2002, 2003

Liga belgijska:
- 2002, 2003, 2007
- 2008

Superpuchar Holandii:
- 2003

Puchar Holandii:
- 2004

Liga holenderska:
- 2004, 2005

Puchar Austrii:
- 2006

MEVZA:
- 2006

Liga austriacka:
- 2006

Puchar Challenge:
- 2009

Liga polska:
- 2009

Superpuchar Hiszpanii:
- 2010

Liga hiszpańska:
- 2011

Liga irańska:
- 2015
- 2014

Klubowe Mistrzostwa Azji:
- 2015

## Sukcesy reprezentacyjne
Liga Europejska:
- 2006, 2012
- 2004